# Cholsun
Der Cholsun (russisch Холзу́н, Коржынта́у Korschyntau; kasachisch Қоржынтау) ist ein Gebirgszug im westlichen Altaigebirge entlang der Grenze zwischen der Republik Altai (Russland) und dem kasachischen Gebiet Ostkasachstan.
Der Cholsun verläuft etwa 100 km in WNW-OSO-Richtung. Der rechte Buchtarma-Nebenfluss Chamir entspringt am Südhang der Bergkette, während die Koksa-Zuflüsse Chaidun und Karagai ihren Ursprung am Nordhang haben. Höchster Gipfel ist der Lineiski Belok (Линейский Белок) mit 2599 m. Dieser bildet den Übergang zum nordwestlich gelegenen Koksu-Kamm. Im Osten schließt sich die Bergkette des Qysylqaraghai an. Nach Südwesten zweigt der Ulba-Kamm ab. Das Gebirge besteht aus metamorphen Gesteinen mit kataklastisch beeinflussten Granit-Intrusionen. An den Berghängen in Höhen von 2000–2100 m findet sich eine Taiga aus Zedern- und Laubwald. Darüber schließt sich eine Zone mit subalpiner Flora und Bergtundra an.